# Jean-Georges Lossier

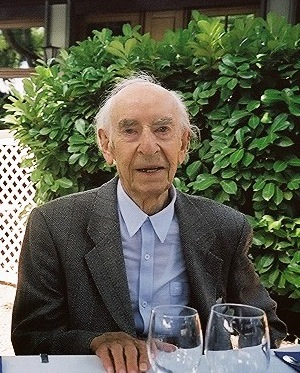
Jean-Georges Lossier 2003

Jean-Georges Lossier (* 1. September 1911 in Genf; † 3. Mai 2004 in Thônex) war ein Schweizer Schriftsteller, Literaturkritiker und Soziologe.

## Biographie
Jean-Georges Lossier, als Sohn eines Uhrmachers in der Genfer Altstadt geboren, studierte nach der Matura Soziologie an der Universität Genf. Er schloss 1937 sein Studium mit einer Dissertation über Proudhon ab. Gleichzeitig absolvierte er Ende der 1920er Jahre eine Ausbildung als Komponist bei Joseph Lauber. Das Komponieren gab er allerdings gegen Ende der 1930er Jahre auf und wandte sich (vorwiegend) der Lyrik zu; daneben verfasste er zwischen 1961 und 1976 aber auch regelmässig Literaturkritiken für die Tageszeitung Journal de Genève und Beiträge für Radio Suisse Romande.
Lossier arbeitete zeitlebens beim IKRK, wo er von 1950 bis 1976 Chefredaktor der Revue Internationale de la Croix Rouge war. 1948 habilitiert, war er zudem von 1949 bis 1955 Lehrbeauftragter für Soziologie an der Uni Genf.
1939 erschien in Paris sein erster Gedichtband, Saison de l’espoir. Diesem folgten in mehr oder weniger langen Abständen einige weitere: Sie alle wurden 1995 unter dem Titel Poésie complète gesammelt herausgebracht.
Jean-Georges Lossier starb im Alter von 92 Jahren nahe seiner Geburtsstadt Genf.

## Werke

### Lyrik
- Saisons de l’espoir. Editions Corréa, Paris 1939
- Haute cité. Editions Kundig, Genf 1943
- Chanson de misère. Editions Seghers, Paris 1952
- Du plus loin. Editions La Baconnière, Neuchâtel 1966
- Le long voyage. Editions L’Age d’Homme, Lausanne 1979
- Lieu d’exil. Editions Empreintes, Lausanne 1990
- Poésie complète 1939–1994. Editions Empreintes, Lausanne 1995, ISBN 2-940133-07-7

### Soziologie
- Le Rôle social de l’art selon Proudhon. Vrin, Paris 1937
- Solidarität. Moralische Bedeutung des Roten Kreuzes. Lang, Bern 1947
- Les Civilisations et le service du prochain. La Colombe, Paris 1958

### Korrespondenz
- Pourquoi serions-nous heureux? Correspondance 1945–1982 (mit Alice Rivaz). Editions Zoé, Genf 2008, ISBN 978-2-88182-635-1

## Auszeichnungen
- 1943 Einzelwerkpreis der Schweizerischen Schillerstiftung (für Haute cité)
- 1946 Prix Edgar Poe
- 1959 Prix Broquette-Gonin der Académie française
- 1966 Prix des écrivains genevois der Stadt Genf
- 1980 Prix Louise Labé
- 1999 Prix quadriennal de la Ville de Genève (für sein Gesamtwerk)
- 2002 Prix de la Commission de littérature de langue française du Canton de Berne (für sein Gesamtwerk)